# Roques del Duc
Les Roques del Duc és una muntanya de 673 metres que es troba al municipi d'Arnes, a la comarca catalana de la Terra Alta.